# Ik heb een meisje
Ik heb een meisje is een single van de Nederlandse singer-songwriter Lucky Fonz III uit 2010. Het stond in hetzelfde jaar als tweede track op het album Hoe je honing maakt.

## Achtergrond
Ik heb een meisje is geschreven door Otto Wichers en geproduceerd door Wichers en Ro Halfhide. Het is de eerste single van de zanger, welke hij uitbracht nadat hij zich had aangesloten bij het label Top Notch. Het is een liefdesliedje, waarin hij bezingt wat hij met zijn meisje allemaal wil doen.
Het is anno 2022 het enige nummer van Lucky Fonz III met een notering in een Nederlandse hitlijst. Het kwam tot de vijfde plaats van de Single Top 100. Tot een notering in de Top 40 kwam het niet, daar bleef het steken in de Tipparade.